# Sköna stund
Sköna stund var en vandringsutställning mellan åren 1968 och 1970, som i form av ett tivoli ville sätta fokus på Sveriges förhållande till tredje världen. Utställningen producerades av den statliga myndigheten Riksutställningar i samarbete med konstnären Ulf Lauthers.

## Bakgrund
Sköna stund präglades av det förändrade samhällsklimat som rådde under 1960-talet senare del. Det pågående Vietnamkriget bidrog till ett ökat intresse för omvärlden i många länder, samtidigt började kritik riktas mot västvärlden som beskylldes för att inte ta sitt ansvar för den fattigare delen av jordens befolkning.
Syftet med Sköna stund var, enligt Riksutställningar, att prova konstens opinionsbildande möjligheter och ge bildkonsten en högre status i paritet med andra konstyttringar i samhället.

## Tema
Skaparna av utställningen gjorde klart att Sköna stund rörde sig om en ”utskällning” snarare än utställning. Sköna stund presenterade sig som Nöjesfältet Sverige med attraktioner som Rouletten, Maskinen Markus, Skjutbanan, Tittskåpet, Kärlekstunneln, Karusellen, Panoptikon, Chokladhjulet, Sverige, Styrkeprovet och Pressbyrån.
Idén kom från den politiskt engagerade konstnären Ulf Lauthers, verksam i sammanslutningen U-aktionen, som ville göra besökarna uppmärksamma på Sveriges syn på och förhållande till u-länder.

## Produktion
Medverkade gjorde konstnärerna Lena Svedberg, Tomas Malmström, Lars Hillersberg, Ulf Rahmberg, Arne Högsander, Bo Trankell, Bernt Lundkvist, Peder Gunnarsson och Juan-Hervada-Jimenez. Vissa texter skrevs av Göran Palm och en del av musiken komponerades av Bo Anders Persson, känd från proggbandet Träd, Gräs och Stenar.
Utställningen byggdes och målades i Riksutställningars ateljé. Konstruktionsarbetet utfördes under ledning av ateljéchefen Sören Karlsson. Sköna stund krävde utrymmet 150 kvadratmeter i golvyta och en takhöjd på minst tre meter.

### Skåne prutade
För att få ställa ut Sköna stund krävde Riksutställningar en avgift på 1 500 till 1 600 kronor, ett så kallat distributionsbidrag, av mottagaren av utställningen. Kostnaden verkar ha accepterats av de flesta mottagare, utom när det var dags för Skånska konstmuseum i Lund i februari 1969. På en handskriven lapp gjorde utställningskommissarie Ingvar Claeson klart att museet hade råd att betala 1 000 kronor.

### Sköna stundsom tabloid
Utställningskatalogen utformades för att likna en kvällstidning med titeln ”Sköna stund, Sverige 1968–72, lösnummer vardagar, söndagar 50 öre”. Den uppmanade bland annat till att stödja FNL via ett postgironummer och innehöll flera sidor om Vietnamkriget, världshandel och förhållanden rika i-länder kontra fattiga u-länder. Här beskrevs de ”blågula glasögon” som enbart ser exotiska vyer i stället för verkliga problem: klyftorna och orättvisorna mellan rik och fattig, kritik mot familjen Wallenberg som representanter för ”det mest anmärkningsvärda finansiella och industriella fåtalsväldet i världen”.
Katalogens innehåll sammanställdes av en arbetsgrupp från U-aktionen och Unga Filosofer, som diskuterade vilka ämnen som skulle tas upp, vilket faktamateriel som skulle användas och från vilka källor statistiken skulle hämtas. ”Formen för katalogen bestämdes till kvällstidningens. Anledningen till detta var möjligheten att använda mycket bilder, billiga papperskostnader och vanan för besökaren vid läsformen”, berättade Ulf Lauthers med egna ord i sin rapport om hur Sköna stund växte fram.

## Turnén
Totalt visades Sköna stund på 13 platser mellan åren 1968 och 1970, från Lund till Umeå.

### 1968
- Norrköping: Norrköpings konstmuseum, 12/10–3/11
- Linköping: Östergötlands museum, 14/11–8/12

### 1969
- Jönköping: Jönköpings läns museum, 19/12–26/1
- Lund: Skånska Konstmuseum, 6/2–2/3
- Kristianstad: Kristianstads museum, 13/3–7/4
- Varberg: Varbergs museum, 17/4–11/5
- Skövde: Skövde konsthall, 22/5–8/6 [15/6]
- Stockholm: Stockholms stadsmuseum, 6/9–28/9
- Gävle: Gävle museum, 9/10–2/11
- Sundsvall: Sundsvalls museum, 13/11–7/12

### 1970
- Skellefteå: Konsthallen Expolaris, 17/12–25/1
- Umeå: Västerbottens museum, 5/2–1/3
- Vilhelmina: Vilhelmina museum, 14/3–30/3

## Reaktioner
Responsen blev livlig på många håll. Kulturpersonligheter liksom vanligt folk hade åsikter. LO kände sig angripet, liksom delar av det svenska näringslivet. I Lund ledde förfrågan om att få ställa ut Sköna stund till ett gräl där Lunds konsthall bojkottade utställningen. Tackade nej till att visa Sköna stund gjorde bland andra Sverigehuset i Stockholm, center för planering och samordning av den statsfinansierade informationen om Sverige i utlandet, liksom Visby när Gotlands Fornvänner avböjde att visa Sköna stund i Gotlands Fornsal.
I Jönköping hotade kommunledningen att dra in anslagen till stadens museum om Sköna stund visades där.
I Skövde begärde flera medlemmar sitt utträde ur föreningen när de fick veta att Sköna stund skulle visas i Skövde konsthall.
Svenska Dagbladet skrev i en ledare i januari 1969:
Utan omsvep kan ”Sköna stund” beskrivas som ytterst extrem kommunistpropaganda finansierad av svenska folket.
I samma text krävde SvD att ”ansvariga” skulle gripa in och stoppa Sköna stund och undrade samtidigt varför inte dåvarande utbildningsminister Olof Palme hade kommenterat utställningens innehåll offentligt.

Sköna stund ifrågasattes också från andra håll, bland annat av Sven E. Noreen, chef för länsmuseet i Östergötland i en intervju i Svenska Dagbladet, 1969-02-11:
Sköna stund är ett utmärkt exempel på förvrängning och förfalskning av bland annat opinionen i u-landsfrågan. Det vore beklagligt om museerna  gav efter för trycket från de som vill göra museerna till politiska propagandacentraler. Ju mer kravet på samhällsengagemang tränger sig på inom alla sektorer, desto angelägnare är det att museerna vidhåller sin traditionella målsättning/.../.
Hjo Tidning under rubriken ”Kulturträff på Hjällö diskuterade Sköna stund”, 1969-06-03:
Med statliga medel åker Riksutställningar omkring i landet och visar hur statsminister Erlander har sådana saker för sig som det brukar stå klottrat om på bekvämlighetsinrättningarna. Fräckheterna är överväldigande. Alla är vi kapitalister eller kapitalistlakejer, utsugare eller utsugna.

### Palme kommenterar
I slutet på januari 1969 försvarade Olof Palme Sköna stund i riksdagens andra kammare:
Det torde nu liksom alltid tidigare vara oundvikligt och i och för sig önskvärt att också politiska idéer och värderingar kommer till uttryck i konst- och utställningsverksamhet liksom inom teater, film och annan konstnärlig verksamhet./…/Det kan med viss tillspetsning sägas att kännetecknet på kulturpolitiken i en demokrati är att man kan ge stöd även till sådant som man tycker mycket illa om.

## Budget
Enligt originalkvitton, i Riksutställningars arkiv, blev den totala kostnaden för Sköna stund 89 839,50 kronor.